# Guy Pearce
Guy Edward Pearce (n. 5 octombrie 1967, Ely, Anglia, Regatul Unit) este un actor și muzician australian de origine engleză. A fost nominalizat la Screen Actors Guild Award și este foarte cunoscut datorită rolului său din Neighbours, un serial australian popular.

## Biografie
S-a născut în Ely, Cambridgeshire, fiul lui Anne Cocking, o profesoară specializată în economie și a lui Stuart Pearce,
un pilot de avion care a decedat când Pearce avea 9 ani. La vârsta de trei ani, Pearce s-a mutat în Geelong, Australia
unde mama sa conducea o fermă de cerbi. A frecventat Colegiul Geelong și a fost membru al jucătoriilor juniori de la GSODA. Pearce a trăit în Box Hill North, Victoria până în 1980 în timp ce lucra la serialul australian Neighbours. De la 16 la 22 de ani a concurat în culturismul amator, culminând într-un titlu Mr. Natural Victoria.

## Cariera

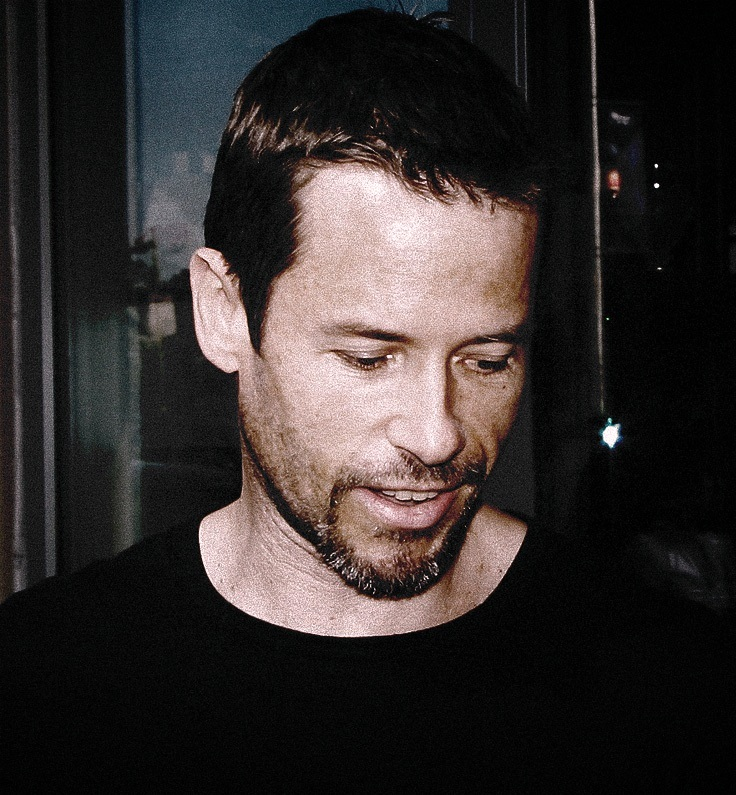
Guy Pearce

Pearce a început în câteva producții de teatru când era tânăr, absolvind la televiziune când interpreta în serialul australian 
Neighbours în 1985, jucând rolul lui Mike Young pentru câțiva ani. Pearce de asemenea a mai găsit roluri în alte seriale precum
Home and Away(1988) și Snow River:The McGregor Saga(1993). Frank Howson director, producător și scriitor l-a selectat pe Pearce pentru primele lui trei filme și a plătit pentru el să meargă la Festivalul de film de la Cannes în 1991. El a făcut prima pătrundere majoră în film în scurt timp, cu rolul său ca regină în filmul Priscilla, Queen of the Desert în 1994. De atunci a mai apărut în câteva producții U.S. printre care L.A. Confidetial, Ravenous, Rules of Enngagement, Memento, The Count of Monte Cristo și The Time Machine. Pearce l-a mai portretizat pe artistul muzicii pop, Andy Warhil în filmul Factory Girl și pe Harry Houdini în filmul Death Defying Acts. A mai apărut în The Road și în Bedtime Stories împreună cu Adam Sandler. Pearce a continuat să joace în producții australiene, precum "The Hard Word" în 2002 și în "The Proposition" în 2005. În Ianuarie 2009 Pearce s-a întors pe scena dupa o pauză de 7 ani. Pearce a apărut și în videoclipul "Across the Night" al formației australiene Silverchair și în video-ul "Before I Fall to Pieces" a lui Razorlight. Acesta a înregistrat coloana sonoră pentru filmul "A Slipping Down Life".

## Viata Personala
A fost căsătorit din martie 1997 cu psiholoaga Kate Mestitz, de care a divorțat în 2015. Este de mult un suporter al clubului de fotbal Greelong din Liga Australiană. Pierce refuză să creadă în Dumnezeu, dar consideră că „suntem toți conectați”.

## Filmografie

### Film
| An   | Titlu                                            | Rol                                  | Note |
| ---- | ------------------------------------------------ | ------------------------------------ | --- |
| 1985 | Life & Study at University                       | Presenter                            | Produs pentru Victorian Vice Chancellors Committee |
| 1990 | Heaven Tonight                                   | Paul Dysart                          | |
| 1991 | Hunting                                          | Sharp                                | |
| 1994 | The Adventures of Priscilla, Queen of the Desert | Adam Whitely/Felicia Jollygoodfellow | |
| 1996 | Dating the Enemy                                 | Brett                                | |
| 1997 | Flynn                                            | Errol Flynn                          | |
| 1997 | L.A. Confidential                                | Ed Exley                             | Nominalizare—Screen Actors Guild Award for Outstanding Performance by a Cast in a Motion Picture |
| 1998 | Brand New World                                  | Jimmy Compton                        | sau Woundings New York International Independent Film Award for Best Actor |
| 1999 | Ravenous                                         | Capt. John Boyd                      | |
| 1999 | A Slipping-Down Life                             | Drumstrings Casey                    | |
| 2000 | Rules of Engagement                              | Maj. Mark Biggs                      | |
| 2000 | Memento                                          | Leonard Shelby                       | San Diego Film Critics Society Award for Best Actor Nominalizare—Chicago Film Critics Association Award for Best Actor Online Film Critics Society Award for Best Actor Satellite Award for Best Actor - Motion Picture Drama Saturn Award for Best Actor |
| 2002 | The Hard Word                                    | Dale                                 | Nominalizare—Film Critics Circle of Australia Award for Best Actor |
| 2002 | The Time Machine                                 | Alexander Hartdegen                  | |
| 2002 | The Count of Monte Cristo                        | Fernand Mondego                      | |
| 2002 | Till Human Voices Wake Us                        | Dr. Sam Franks                       | |
| 2004 | Two Brothers                                     | Aidan McRory                         | |
| 2005 | The Proposition                                  | Charlie Burns                        | Nominalizare—Australian Film Institute Award for Best Actor in a Leading Role Film Critics Circle of Australia Award for Best Actor Inside Film Award for Best Actor                                                                                      |
| 2006 | First Snow                                       | Jimmy Starks                         | |
| 2006 | Factory Girl                                     | Andy Warhol                          | |
| 2008 | Death Defying Acts                               | Harry Houdini                        | Nominalizare—Australian Film Institute Award for Best Actor in a Leading Role |
| 2008 | Winged Creatures                                 | Dr. Bruce Laraby                     | |
| 2008 | Traitor                                          | Roy Clayton                          | |
| 2008 | Bedtime Stories                                  | Kendall                              | |
| 2009 | In Her Skin                                      | Mr. Barber                           | sau I Am You |
| 2009 | The Road                                         | The Veteran                          | |
| 2009 | The Hurt Locker                                  | Staff Sergeant. Matt Thompson        | Gotham Independent Film Award for Best Ensemble Cast Washington D.C. Area Film Critics Association Award for Best Ensemble |
| 2010 | The King's Speech                                | King Edward VIII                     | Screen Actors Guild Award for Outstanding Performance by a Cast in a Motion Picture Nominalizare—British Independent Film Award for Best Supporting Actor                                                                                                 |
| 2010 | Animal Kingdom                                   | Detectiv Nathan Leckie               | Nominalizare—Australian Film Institute Award for Best Actor in a Supporting Role |
| 2011 | 33 Postcards                                     | Dean Randall                         | Nominalizare—AACTA Award for Best Actor in a Leading Role |
| 2011 | Don't Be Afraid of the Dark                      | Alex Hirst                           | |
| 2011 | Seeking Justice                                  | Simon                                | |
| 2012 | Lockout                                          | Marion Snow                          | |
| 2012 | Prometheus                                       | Peter Weyland                        | |
| 2012 | Lawless                                          | Charley Rakes                        | |
| 2013 | Breathe In                                       | Keith Reynolds                       | |
| 2013 | Iron Man 3                                       | Aldrich Killian                      | |
| 2013 | Hateship, Loveship                               | Ken Gaudette                         | |
| 2014 | The Rover                                        | Eric                                 | Nominalizare—AACTA Award for Best Actor in a Leading Role |
| 2015 | Results                                          | Trevor                               | |
| 2015 | Holding the Man                                  | Dick Conigrave                       | |
| 2015 | Lorne                                            | Lorne                                | scurtmetraj |
| 2015 | Equals                                           | Jonas                                | |
| 2016 | Genius                                           | F. Scott Fitzgerald                  | |
| 2016 | Brimstone                                        | The Reverend                         | |
| 2017 | Alien: Covenant                                  | Peter Weyland                        | nemenționat |
| 2018 | Swinging Safari                                  | Keith Hall                           | |
| 2018 | The Catcher Was a Spy                            | Robert Furman                        | |
| 2018 | Spinning Man                                     | Evan Birch                           | |
| 2018 | Mary Queen of Scots                              | William Cecil                        | |
| 2019 | Domino                                           | Joe Martin                           | |
| 2019 | The Last Vermeer                                 | Han Van Meergren                     | |
| 2020 | Disturbing the Peace                             | Jim Dillon                           | |
| 2020 | Bloodshot                                        | Dr. Emil Harting                     | |
| 2021 | Zone 414                                         | David Carmichael                     | Post-producție |

### Televiziune
| An      | Titlu                              | Rol                    | Note |
| ------- | ---------------------------------- | ---------------------- | --- |
| 1986–89 | Neighbours                         | Mike Young             | 496 episoade |
| 1991    | Home and Away                      | David Croft            | 12 episoade |
| 1994–96 | Snowy River: The McGregor Saga     | Rob McGregor           | 65 episoade Nominalizare—Logie Award for Most Popular Actor (1996) |
| 1997    | The Devil Game                     | Michael                | film TV |
| 1997    | Halifax f.p: Deja Vu               | Daniel & Richard Viney | film TV |
| 2009    | Spicks and Specks                  | Himself                | Quiz Show: 1 episod |
| 2011    | Mildred Pierce                     | Monty Beragon          | miniserie HBO Primetime Emmy Award for Outstanding Supporting Actor in a Miniserie or Movie Nominalizare—Golden Globe Award for Best Supporting Actor – serie, Miniserie or Television Film Satellite Award for Best Supporting Actor – serie, Miniserie or Television Film Screen Actors Guild Award for Outstanding Performance by a Male Actor in a Miniserie or Television Movie |
| 2012    | Jack Irish: Bad Debts              | Jack Irish             | film TV |
| 2012    | Jack Irish: Black Tide             | Jack Irish             | film TV |
| 2014    | Sean Saves the World               | Liam Stone             | Episodul: "The Dark Sean Rises" |
| 2014    | Jack Irish: Dead Point             | Jack Irish             | film TV |
| 2015    | Neighbours 30th: The Stars Reunite | Himself                | Documentary |
| 2015    | Between a Frock and a Hard Place   | Rolul său              | Documentar |
| 2016–18 | Jack Irish                         | Jack Irish             | serie cu 2 părți |
| 2016    | The Wizards of Aus                 | Morgan Wright          | serial TV/ serie web |
| 2017    | When We Rise                       | Cleve Jones            | miniserie ABC |
| 2018    | The Innocents                      | Halvorson              | serie Netflix |
| 2019    | A Christmas Carol                  | Ebenezer Scrooge       | Miniserie |